# Fernando Beltrán
Fernando Beltrán Cruz (* 8. Mai 1998 in Mexiko-Stadt), auch bekannt unter dem Spitznamen Nene, ist ein mexikanischer Fußballspieler, der vorwiegend im Mittelfeld agiert.

## Laufbahn
Als Fußballprofi stand Beltrán bisher ausschließlich beim Club Deportivo Guadalajara unter Vertrag, mit dem er 2018 die CONCACAF Champions League gewann.
Sein Debüt in der höchsten mexikanischen Spielklasse absolvierte Beltrán am 22. Juli 2017 in einem Heimspiel der Apertura 2017 gegen Deportivo Toluca, das torlos endete.
Am 30. September 2020 feierte Beltrán sein Debüt in der mexikanischen Fußballnationalmannschaft in einem im Aztekenstadion ausgetragenen Testspiel gegen den südlichen Nachbarn Guatemala, das 3:0 gewonnen wurde.

## Erfolge
- CONCACAF-Champions-League-Sieger: 2018